# Дневник сельского священника
«Дневник сельского священника» (фр. Journal d'un curé de campagne) — роман французского писателя Жоржа Бернаноса, написанный в 1936 году. История разворачивается в коммуне Амбрикур на севере Франции, где молодой, недавно назначенный священник борется с болями в животе и недостатком веры в своём приходе. На английском языке книга была опубликована в 1937 году в переводе Памелы Моррис.
В 1951 году роман был экранизирован режиссёром Робером Брессоном.

## Сюжет
Роман рассказывается о молодом выпускнике семинарии, который приезжает на свой первый приход в коммуне Амбрикур в северной Франции. Священник страдает от болей в животе, а его приход беспокоит его своим неверием. Он ощущает себя слабым и больным неудачником.

## Критика
Португальский критик Педро Мексия в своей статье выделил три сильных идеи в творчестве Бернаноса. Во-первых, идея о том, что зло и добро существуют бок о бок и что функция католицизма состоит в том, чтобы понять это сосуществование, борясь со злом и не воображая, что зло можно быстро побороть. Вторая идея заключается в том, что «истинного священника никогда не любят». Это не мёд, а скорее соль земли, обжигающая раны, но и спасающая их от гниения. Третья сильная идея романа связана с бедными и отношением к ним. Враждебный к сильным, Бернанос не скрывает сочувствия к несчастным.

## Премии и награды
Роман был удостоен Большой премии Французской академии за роман. Также он был назван одним из двенадцати лучших романов на французском языке, опубликованных между 1900 и 1950 годами.